# Rockford (Tennessee)
Rockford és una població dels Estats Units a l'estat de Tennessee. Segons el cens del 2000 tenia 798 habitants.

## Demografia
Segons el cens del 2000, Rockford tenia 798 habitants, 317 habitatges, i 245 famílies. La densitat de població era de 100 habitants/km².
Dels 317 habitatges en un 32,2% hi vivien nens de menys de 18 anys, en un 63,1% hi vivien parelles casades, en un 11% dones solteres, i en un 22,4% no eren unitats familiars. En el 18,3% dels habitatges hi vivien persones soles el 6,9% de les quals corresponia a persones de 65 anys o més que vivien soles. El nombre mitjà de persones vivint en cada habitatge era de 2,52 i el nombre mitjà de persones que vivien en cada família era de 2,84.
Per edats la població es repartia de la següent manera: un 22,8% tenia menys de 18 anys, un 7,6% entre 18 i 24, un 29,4% entre 25 i 44, un 26,8% de 45 a 60 i un 13,3% 65 anys o més.
L'edat mediana era de 40 anys. Per cada 100 dones de 18 o més anys hi havia 91,3 homes.
La renda mediana per habitatge era de 43.816 $ i la renda mediana per família de 50.074 $. Els homes tenien una renda mediana de 34.583 $ mentre que les dones 26.250 $. La renda per capita de la població era de 19.938 $. Entorn del 6,9% de les famílies i el 8,4% de la població estaven per davall del llindar de pobresa.

## Poblacions més properes
El següent diagrama mostra les poblacions més properes.